# Ключові кадри
Ключові кадри (англ. Key frame) в анімації і в кіновиробництві — картинки, які визначають початкову та кінцеву точку для будь-якого плавного переходу. Картинки називають «кадрами» через те що їхнє часове розміщення вимірюється в кадрах на стрічці. Порядок ключових кадрів, для глядача, це послідовність дій які він побачить, в той же час як положення кадрів на стрічці визначає час їхньої появи. Тому просто 2 чи 3 ключові кадри в секунду не створюють ілюзії руху, для цього потрібні проміжні кадри, які створюються відносно ключових кадрів між якими знаходяться.

## Традиційний процес анімування
Традиційний процес робити над створенням анімації. Керівник або художник з ключових кадрів створюють ключові кадри. Далі ці кадри ретельно перевіряють і затверджують чорнову анімацію і після цього передають роботу помічнику. Помічник, своєю чергою, очищає їх, а також створюють проміжні кадри, або якщо це справді велика студія, то він створює тільки декілька кадрів, щоб задати детальніше рух, а вже створенням решти проміжних кадрів займаються інші люди.

## Анімація за допомогою комп’ютерної графіки

### Використання ключових кадрів
В комп’ютерній анімації процес анімування в основному такий самий. Аніматор створює послідовність основних кадрів, а програмне забезпечення генерує відповідні між ним кадри. Наприклад Adobe Flash, аніматор може вказати початкове та кінцеве положення об'єкта. А Flash плавно перемістить об’єкт від початкової точки в кінцеву це називається проміжна анімація, так само як і в мальованій анімації. Аніматор може відкоригувати результат в будь-який момент, може переміщувати ключовий кадр для зміни динаміки руху, а також може вставляти нові ключові кадри для уточнення руху. Один з перших застосунків для анімації ключових кадрів отримав нагороду в 1974 за анімування короткометражної стрічки «Голод».

### Кадрування
Така техніка анімації, при якій кожний проміжний кадр створюється аніматором шляхом маніпуляції та редагування ключових кадрів. Даний підхід використовують художники, які прагнуть мати цілковитий контроль над кожним кадром анімації.